# اچ‌ام‌اس سویج (۱۸۰۵)
اچ‌ام‌اس سویج (۱۸۰۵) (به انگلیسی: HMS Savage (1805)) یک کشتی بود که طول آن ۹۳ فوت ۶ اینچ (۲۸٫۵ متر) بود. این کشتی در سال ۱۸۰۵ ساخته شد.